# Sant Miquel del Pui
Sant Miquel del Pui (forma que respecta la pronúncia pallaresa de Sant Miquel del Puig, que és, pròpiament, el nom d'aquesta església), o Sant Miquel de Segur, és, possiblement, la primitiva església romànica de la vila de la Pobla de Segur, a la comarca del Pallars Jussà. Al voltant seu hi havia hagut el Pui de Segur, tingut com a primer emplaçament de la vila de la Pobla de Segur.

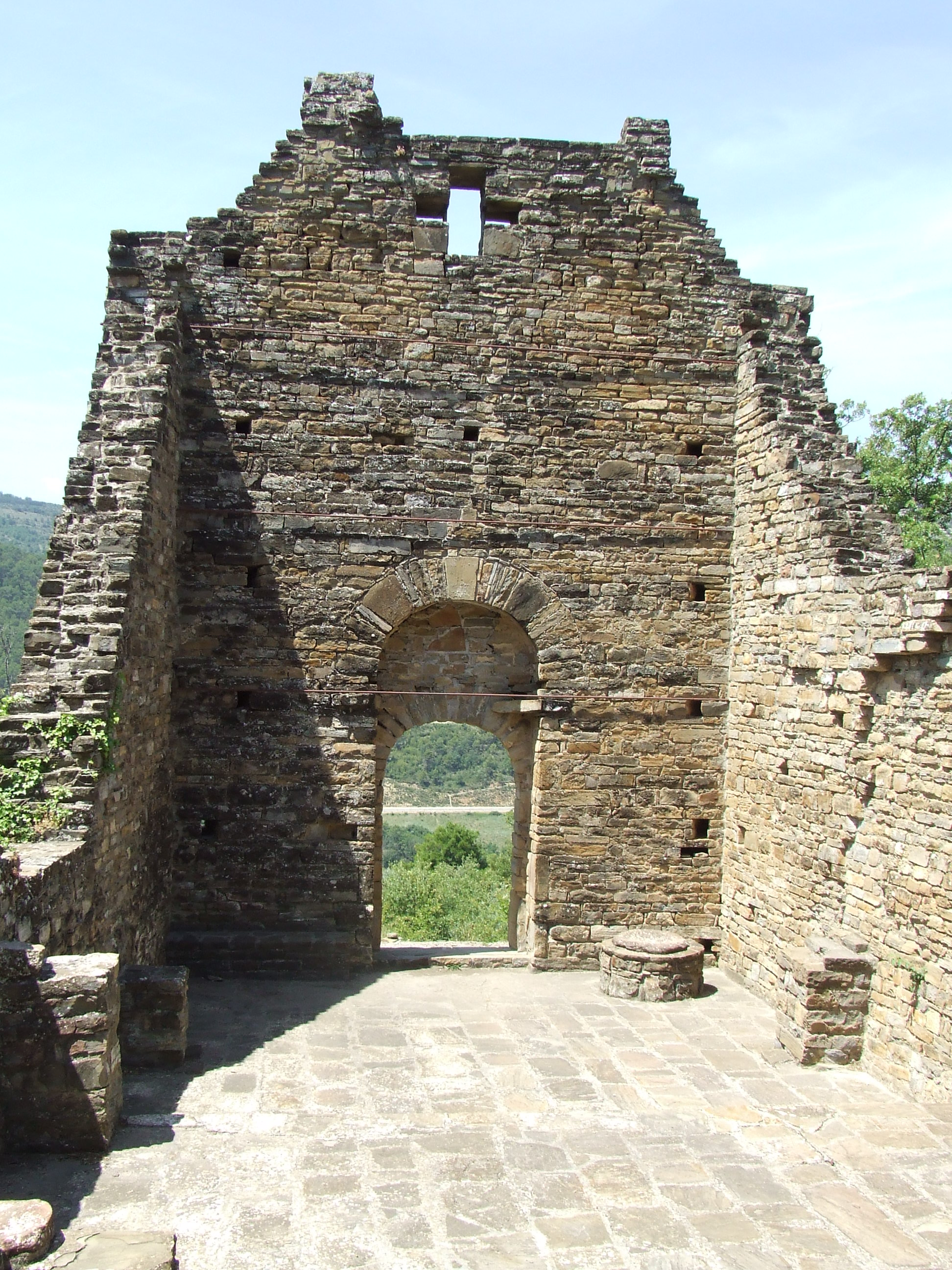
Els peus de la nau, des de l'interior

És a uns 2 quilòmetres de la Pobla de Segur, al seu nord-oest, i s'hi arriba seguint la carretera L-522, la que mena al Congost d'Erinyà, per la qual hom arriba al peu del turó on es troba el temple, damunt i al nord-est de la carretera. S'hi pot pujar per un camí asfaltat que hi mena des de la carretera mateix: és el camí que arrenca de la mateixa L-522 un cop s'ha deixat enrere el turó on es troba Sant Miquel del Pui. Està ben indicat.
Actualment s'hi celebra l'aplec de sant Miquel, que es fa en una ermita moderna, prop de la qual hi ha les ruïnes de l'antiga, romànica. Aquestes ruïnes han estat recentment objecte d'una consolidació i restauració parcial, que permeten veure l'aspecte de l'església romànica.

## Història

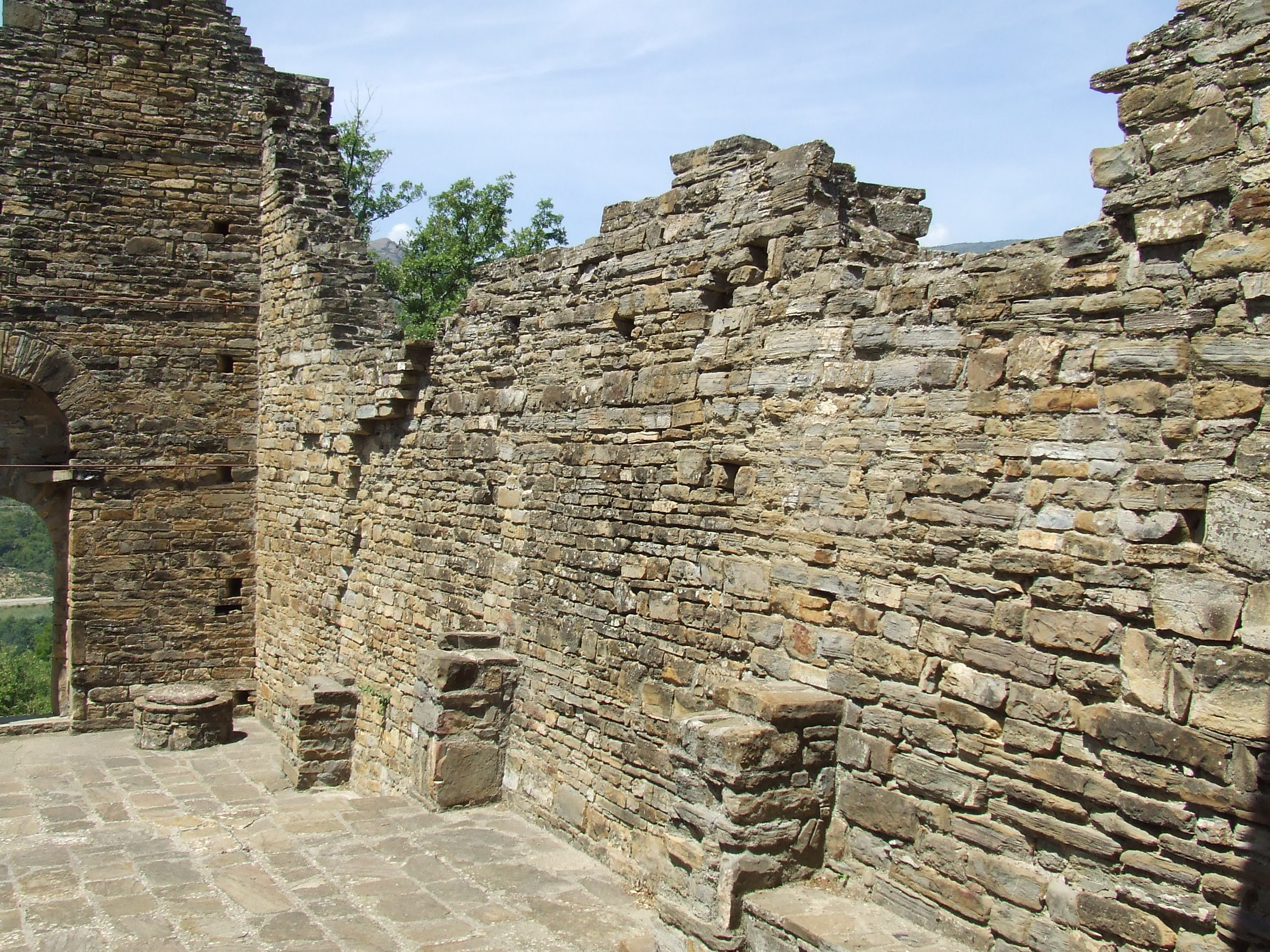
Mur septentrional

Diversos documents dels segles xi i xii (1042, 1109…) ja parlen del lloc de Segur (Segun), amb diferents advocacions: sant Fructuós, o Fruitós, sant Feliu, que podrien ser advocacions antigues d'aquesta església o altres esglésies del terme. Al segle xiv (1314, 1391) consta l'església de Sant Miquel de Segur com a parroquial del terme; en aquell moment consta com a vila el Puig de Segur i no la Pobla, tot i que la vila nova de la Pobla rebé carta pobla (d'aquí el nom) el 1336, i que el 1381 ja hi consten 12 focs (uns 60 habitants), davant dels 6 (la meitat) del Puig.
En relacions del segle xviii (1758) l'església de Sant Miquel consta ja com a deixada i inútil per al culte, però es va mantenir com a capella pertanyent a la parròquia de la Mare de Déu de la Ribera de la Pobla de Segur almenys fins al 1904, darrer any en què encara consta com a tal.
Fins a l'extinció dels senyorius, el 1831, Sant Miquel del Pui formava part dels dominis del marquès de Pallars, que eren també ducs de Cardona i de Segorb i vescomtes de Vilamur.

## Característiques
Sant Miquel del Pui, o de Segur, era una església romànica d'una nau, coberta, possiblement, amb volta de canó semicircular, reforçada a la nau per tres arcs torals. A llevant, un absis semicircular, habitual en el romànic, fa de capçalera de la nau. L'arc presbiteral era de punt rodó, però fins abans de la restauració en tenia un d'apuntat a sota que l'estintolava perquè no caigués. L'absis té tres finestres de doble esqueixada, que han estat molt restaurades.

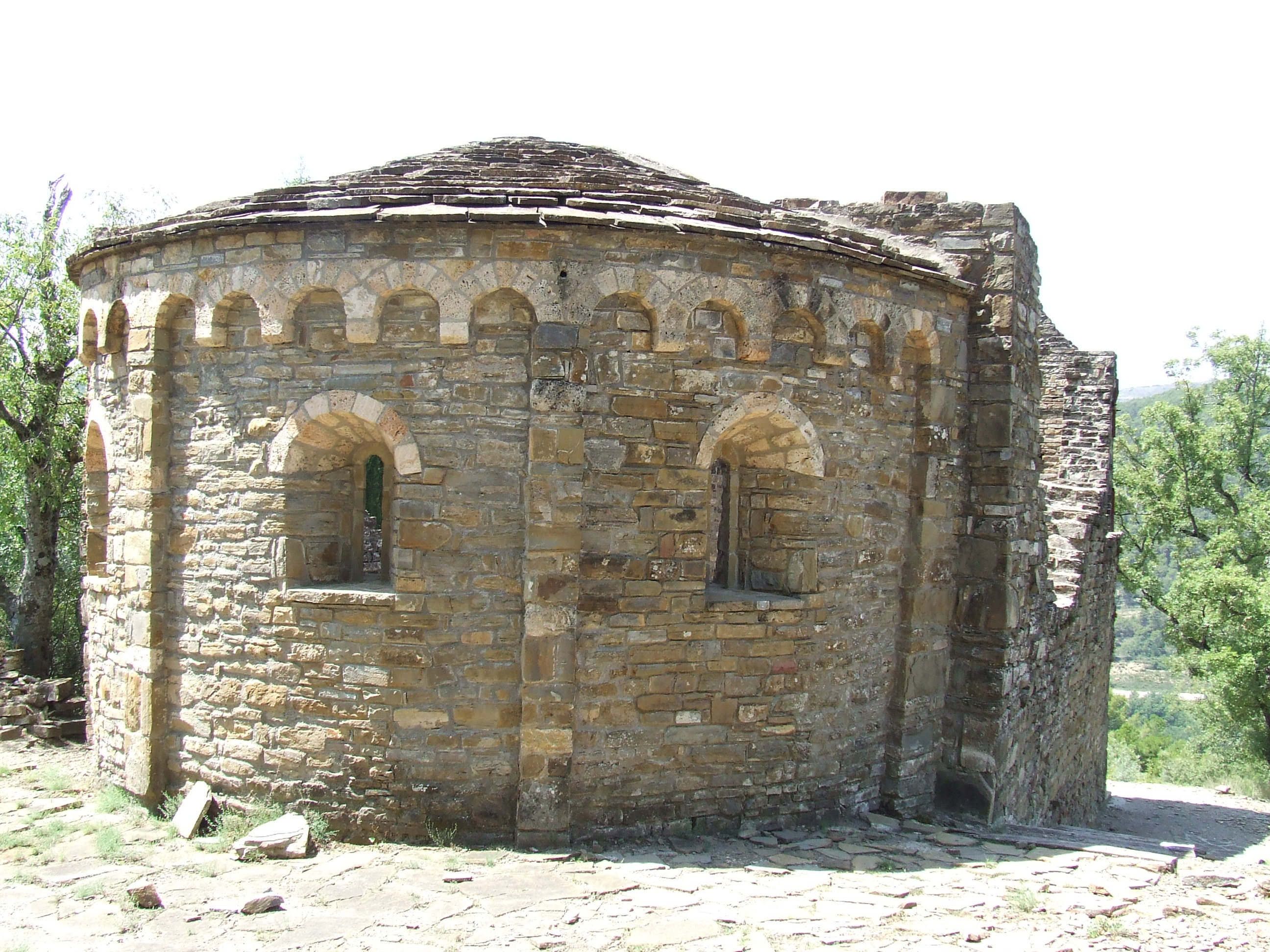
Exterior de l'absis, amb les arcades llombardes excessivament refetes

La porta, de mig punt, que s'ha conservat, és a la façana de ponent, i al mur nord hi havia una altra porta, més petita.
L'aparell és molt irregular, però ben escairat i repartit en filades regulars. No hi ha ornamentació exterior, fora de les restes de lesenes a l'absis, que fan pensar en una decoració d'estil llombard (la que és visible actualment és fruit de la imaginació dels autors de la reconstrucció). Tot fa pensar en una edifici del segle xii arcaïtzant; és a dir, amb formes i tècniques constructives pròpies de l'xi.
L'església, restaurada els darrers anys del segle xx per l'entusiasme de veïns de la Pobla de Segur, conserva sencera la planta i els murs perimetrals, però no la coberta. La restauració, feta a iniciativa popular i, per tant, elogiable, en alguns punts es mostra una mica excessiva, no sempre empresa amb criteris arqueològics com, per exemple, l'adjunció d'unes arcades cegues, que recorden les llombardes, a l'absis. Les mateixes finestres de l'absis també han estat massa refetes.

## L'aplec de Sant Miquel
El 8 de maig de cada any se celebra en aquest indret l'Aplec de Sant Miquel, encara actualment de molta concurrència. En la celebració religiosa, se celebra missa i cant dels goigs de sant Miquel, i el Comú de Particulars de la Pobla de Segur reparteix un pa beneït a cada assistent a l'aplec. Avui dia el pa es dona ja a la sortida de la vila, però antigament es repartia a prop de la capella de sant Miquel, poc abans d'arribar-hi. Després dels actes religiosos, els assistents a l'aplec se solen quedar a dinar a l'esplanada on hi havia hagut el poble antic del Pui de Segur, gaudint d'un dia a l'aire lliure, en una època que fa de bon estar-hi.
Aquest aplec està documentat ja el 1758, si bé en un document del 1691 ja es mana als preveres de la Pobla que assisteixin a les processons a les ermites, si bé no especifica a quines fa referència. El document del 1758 sí que parla clarament de sant Miquel.

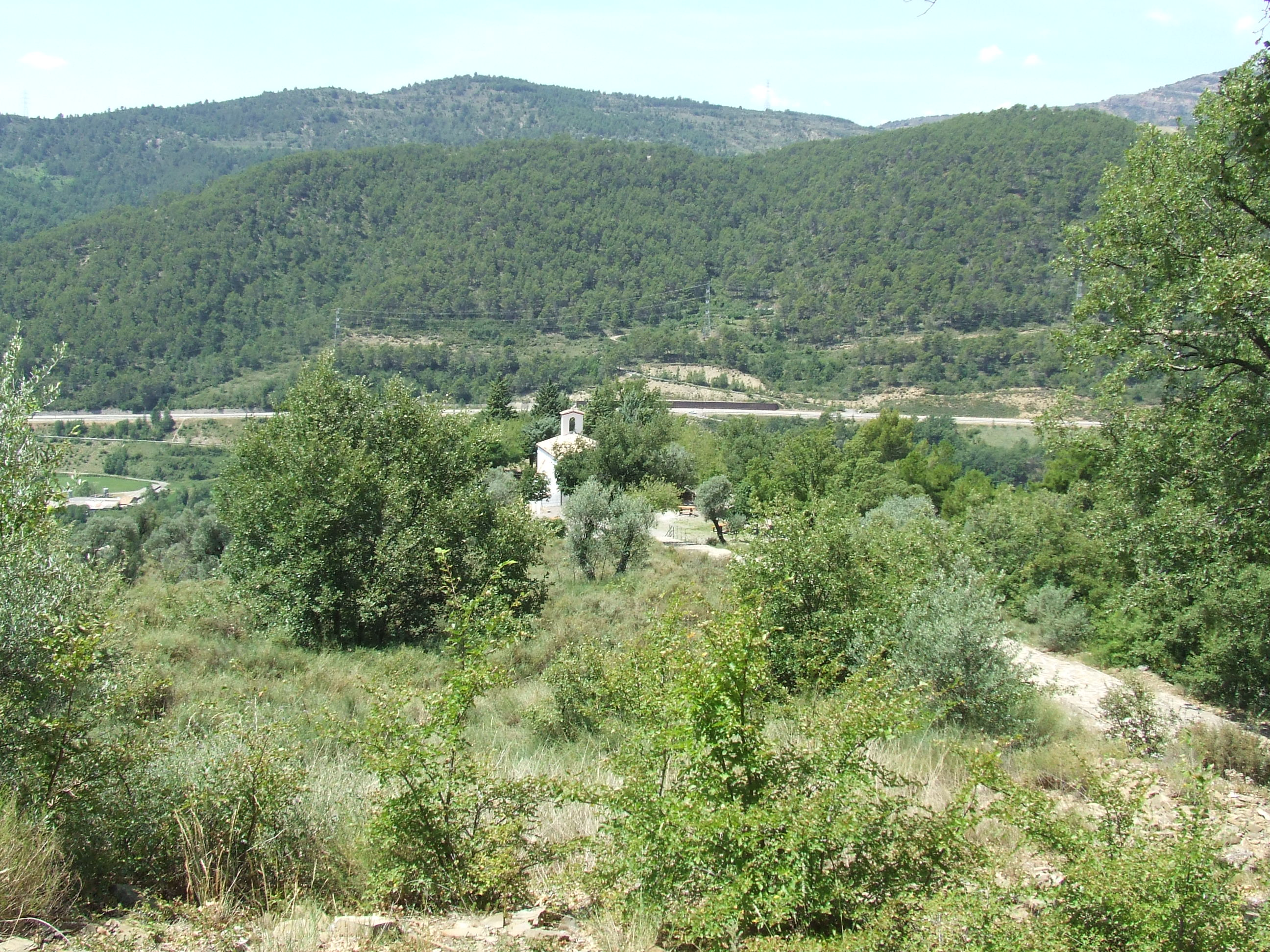
L'ermita actual al fons, i l'espai on es fa l'aplec

L'historiador Llorenç Sànchez i Vilanova ha documentat àmpliament els aplecs de sant Miquel al llarg de la història, un dels quals reprodueix Joan Bellmunt (op. cit.). S'hi descriu un aplec realment amb molta participació popular, amb processó des del pobla amb tota la faramalla típica de les processons del segle xix i bona part del xx: penons i banderes, capellans i escolans al davant, amb una creu processional al capdavant, el poble endiumenjat al darrere, tothom vestit amb les millors robes que tenia, càntics religiosos al llarg del camí i en arribar a l'ermita, etcètera. També s'hi descriu el dinar, amb abundor de menjar i de licor, que ajudava a organitzar una bona gatzara, en la qual intervenia algun músic popular (acordió, violí...) per tal d'organitzar la ballaruca... En acabar la missa, es feia la benedicció del terme de la Pobla, per part del rector, i la tornada es feia de forma no organitzada, cadascú al seu aire.
En l'actualitat, l'aplec ha canviat molt: s'ha reduït molt el contingut religiós estrictament a la missa i el cant dels goigs, però no es fa la processó, atès que la major part d'assistents hi arriben en cotxe (tot i que cada any es pot observar un grup, més o menys nombrós, que encara hi van caminant). De tota manera, el fet que sigui un dia de festa local fa que l'assistència sigui gran, encara: s'han arribat a repartir, alguns anys, fins a 3.000 panets.